# Periphoba rudloffi
Periphoba rudloffi is een vlinder uit de familie nachtpauwogen (Saturniidae). De wetenschappelijke naam van de soort is voor het eerst geldig gepubliceerd in 2010 door Ronald Brechlin & Frank Meister.

## Type
- holotype: "male. 20.-22.V1999. leg. J.-P. Rudloff. genitalia slide GU-RBP 2010-1042. Barcode: BC-RBP 3797"
- instituut: Museum Witt, München, Duitsland
- typelocatie: "Costa Rica, Parc Nacional Esquina, Province Puntarenas, La Gamba-biol. Station, 08.42°N, 83.12°W"